# Vizesd
Vizesd románul: Vizejdia, falu Romániában, a Bánságban, Temes megyében.

## Fekvése
Nagycsanádtól és Nagyszentmiklóstól délre, Nyerő, Nagyősz és Nagykomlós közt fekvő település.

## Története
Vizesd nevét 1424-ben említette először oklevél Michael Thege de Vizesgyan ... capitaneus cumanorum
sedis Zenthel formában.
1451-ben p. Wizesgyan, 1561-ben Vyzesgyan, 1647-ben Vizesgian, 1723-ban Wisesta, 1806-ban Pred. Vizesda, Kis Vizesda (Spitza), 1913-ban Vizesd néven írták.
1451-ben p. Wizesgyan  Szőllőssel határos hely volt, és eredetileg kun szállás. A középkorban Vizes-Gyán volt a neve, mert a Galádi ér (ma Galaczkabara) mellett feküdt.
Az itteni kun nemesekről okleveles adatok csak 1450-1451-ből vannak, mivel idővel a kun urak túladtak itteni birtokaikon és a kunszállás beleolvadt a mellette fekvő jobbágyfaluba. E jobbágyfalu legrégibb birtokosa a Vizesgyáni család volt, melynek tagjai sorából László és István 1451-ben tanuk voltak egy hatalmaskodási perben.
A későbbiekben Figedi Zsigmond is birtokos volt itt, birtokait Vizesgyáni István 1503-ban megvásárolta.
1560-ban még 11 portából állt a falu. 1564-ben földesura Kerecsényi László volt.
A falu a török hódoltság alatt elpusztult. 1611-ben Báthory Gábor Rhédei Istvánnak és Pálnak adományozta.
A 17. század közepén szerbek költöztek a faluba. 1647-ben Vizesda néven ismét a lakott helyek között szerepelt.
1701-ben Dolny István, csanádi püspök igényt jelentett be e helységre, de eredménytelenül, mert 1717 után a temesvári bánságba sorolták be.
A 18. században mint pusztát a csanádi tiszttartóság adta bérbe. 1786-ban kezdett ismét újranépesedni. Ekkor magyarok, bolgárok, németek és szerbek érkeztek a faluba, de csak a németek maradtak itt, a többiek pedig elköltözködtek innen.
1786-ban a Kamara az új telepet gróf Markovics Miklósnak adományozta, oly célból, hogy itt öszvéreket tenyésszen. Ez azonban sikertelen lett, a lakosság dohánytermelésre adta magát, melyet 1858-ig folytatott.
A 20. század elején San Marco hercegnének, született Nákó Milévának volt nagyobb birtoka itt. A településen egy kastélyszerű épület van, melyet még gróf Markovich Miklós építtetett a 18. század végén.
Ide tartozott: Nagyvizesd-puszta, Kis-puszta és Mileva-major is.
A trianoni békeszerződés előtt Torontál vármegye Zsombolyai járásához tartozott.
1910-ben 893 lakosából 162 magyar, 567 német és 109 román volt. Ebből 703 római katolikus, 18 református, 145 görög keleti ortodox volt.

## Nevezetességek
- Római katolikus temploma -  1893-ban épült.